# Дубовый Мыс
Дубо́вый Мыс — село в Нанайском районе Хабаровского края. Административный центр Дубовомысского сельского поселения.

## География
Село Дубовый Мыс стоит на правом берегу Гассинской протоки (правобережная протока Амура).
Автомобильная дорога к селу Дубовый Мыс идёт на запад от автотрассы Хабаровск — Комсомольск-на-Амуре, расстояние до трассы менее 1 км.
Ниже села Дубовый Мыс на протоке стоит село Гасси. В село Гасси, помимо дороги от автотрассы Хабаровск — Комсомольск-на-Амуре, от села Дубовый Мыс идёт дорога местного значения, по мосту через малую реку, впадающую в Гассинскую протоку.

## Население
| 1992 | 2002  | 2010  | 2011  | 2012  | 2021 |
| ---- | ----- | ----- | ----- | ----- | ---- |
| 1700 | ↘1427 | ↘1358 | ↘1357 | ↘1330 | ↘819 |

## Экономика
Охранными и восстановительными функциями лесного фонда, в том числе на территории поселения, занимается Гассинское лесничество, которое состоит и 4 лесничеств: Гассинское, Синдинское, Озерное и Елабужское. Общая площадь лесничества более 115 тысяч га.
На территории сельского поселения находятся:
- Лесозаготовительный участок ООО «Фитонцид»
- 1 ОПС Хабаровского края ПЧ-37

Животноводство села представлено преимущественно выращиванием крупнорогатого скота. Согласно статистики на 01.06.2022 года: 
- крупный рогатый скот – 34 головы, из них коров – 16
- птица более 249
- мелкий рогатый скот – 32 головы, из них козоматки – 20
- пчелосемей – 210

## Инфраструктура

### Образование
- Муниципальное казенное общеобразовательное учреждение средняя общеобразовательная школа Дубовомысского сельского поселения (МКОУ СОШ Дубовомысского сельского поселения)
- Муниципальное казенное дошкольное учреждение детский сад общеразвивающего вида с приоритетным осуществлением деятельности по художественно-эстетическому развитию детей Дубовомысского сельского поселения (МКДОУ детский сад Дубовомысского сельского поселения)[8]

### Магазины
«Визит», «Сиреневый туман», универмаг «Спектр», магазин «Хозтовары», магазин одежды, магазин Ольга.